# ملعب ريكاردو سابريسا أيما

ملعب ريكاردو سابريسا أيما هو ملعب كرة قدم يقع في سان هوزيه عاصمة كوستاريكا . يسع الملعب لجلوس 24 ألف متفرج . يعتبر الملعب الرسمي الذي يخوض فيه نادي سابريسا مبارياته . تم افتتاح الملعب في 27 أغسطس 1972 .